# Keith Moon
Keith Moon (23. august 1946 – 7. september 1978) var en engelsk rockmusiker og skuespiller. Han spillede trommer i gruppen Beachcombers, før han i 1964 blev medlem af Detours, som samme år ændrede navn til The Who.
Moon var kendt for dynamisk og innovativt trommespil og anses for en af de største trommeslagere indenfor rockmusikken, ligesom han var en nøglefigur i The Whos lydbillede. Han nåede især i England ikonstatus blandt rockfans, ikke kun på grund af sine musikalske evner, men også for sit ry for morsom og grænseoverskridende opførsel, på og uden for scenen.
Han er i Rolling Stones læserafstemning 2011 kåret som nummer to i kategorien "Bedste trommeslagere gennem tiderne".
I Tony Fletchers biografi Moon: The Life and Death of a Rock Legend forklares hans hyperaktivitet og humørsyge med en borderline-personlighedsforstyrrelse. Medvirkende har dog været et stort forbrug af alkohol og piller, som medførte tiltagende problemer, først i privatlivet og siden også for hans musikalske præstationer. Flere hoteller gav ham livsvarig karantæne grundet vandalisme, bl.a. Holiday Inn-kæden efter hans 21 års fødselsdagsfest for angiveligt at have kørt en stjålet Cadillac ned i en swimmingpool. Andre kilder (herunder John Entwistle og Tony Fletcher i biografien) betvivler historien med bilen, men ikke at Keith Moon sprængte et toilet i stykker og knækkede en fortand denne aften.
Han døde 32 år gammel af en overdosis piller mod alkoholmisbrug, men intet pegede i retning af selvmord. Dødsfaldet skete i samme lejlighed, hvor Mama Cass fra The Mamas & the Papas døde fire år tidligere.
Moon indspillede en soloplade, Two Sides of the Moon, og medvirkede i flere film, herunder Tommy, og han må have været en væsentlig inspiration til Muppet-seriens trommeslager "Animal".
Keith Moon havde en filmrolle i Frank Zappas film 200 Motels fra 1971

## Diskografi
Soloalbum
- Two Sides of the Moon (1975)

Other appearances
- "When I'm Sixty-Four" til All This and World War II (1976)[2]